# Network Solutions
Network Solutions, LLC est une entreprise technologique américaine fondée en 1979. En 2009, la gestion du registre de noms de domaine, essentiel au fonctionnement d'Internet, est son activité la plus importante. En janvier 2009, la société gérait environ 6,6 millions de noms de domaine. La taille du registre et sa longévité ont fait de cette société l'une des plus importantes dans la détermination du prix et des politiques touchant les noms de domaine. 
La société est acquise par VeriSign pour 21 milliards de dollars, en 2000. 